# Ян Їрасек
Ян Їрасек (чеськ. Jan Jirasek; 8 січня 1880, Студене — 18 січня 1965, Прага) — чехословацький дипломат. Генеральний консул Чехословаччини у Львові (1928—1934)

## Життєпис
Народився 8 січня 1880 року у селі Студене, в окрузі Усті-над-Орлиццю Пардубіцького краю Чеської Республіки.. У 1902 році закінчив Празьку академічну гімназію, потім він вивчав філософію та сучасну філологію в Чеському університеті і на факультеті літератури в Монпельє (закінчив 1907; доктор філософії 1911).
З вересня 1907 викладав спочатку як субститут у Празі, а з 1909 у Таборі, з 1912 був професором гімназії на Виноградечі і готувався до абілітації в галузі славістики, він також публікував «Подорожі на Балкани» (Культурні образи з Боснії та Герцеговини, 1909). З серпня 1914 був змушений служити в австро-угорській армії (служив в окупованій Румунії протягом 18 місяців), після війни знову тимчасово викладав у середніх школах, з квітня 1919 року в Банській Штявниці, а пізніше в Братиславі. У квітні 1920 р. поступив на дипломатичну роботу і вже в жовтні 1920 р. був призначений першим чехословацьким консулом в румунському Клужі; у лютому 1921 р. вперше приєднався до Чеської місії в Бухаресті, з літа 1926 до березня 1926 обіймав посаду консула. З квітня 1926 р. працював у паспортному відділі адміністративної секції МЗС, з жовтня 1928 р. по березень 1934 р. — Генеральний консул Чехословаччини у Львові. Невдовзі після звільнення його відправили у відпустку, а 30 листопада 1938 року — на постійну пенсію..